# Pteropus giganteus
Espèce
Statut de conservation UICN

 LC  : Préoccupation mineure
Statut CITES
La chauve-souris géante d'Inde ou renard volant d'Inde (Pteropus giganteus) est une grande chauve-souris frugivore de la famille des Pteropodidae vivant en Asie du sud.

## Description et caractéristiques
Il s'agit d'une des plus grandes espèces de chauve-souris, son corps, tête incluse, mesurant de 17 à 41 cm. Son envergure peut dépasser 1 m.

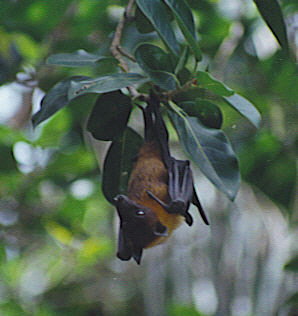
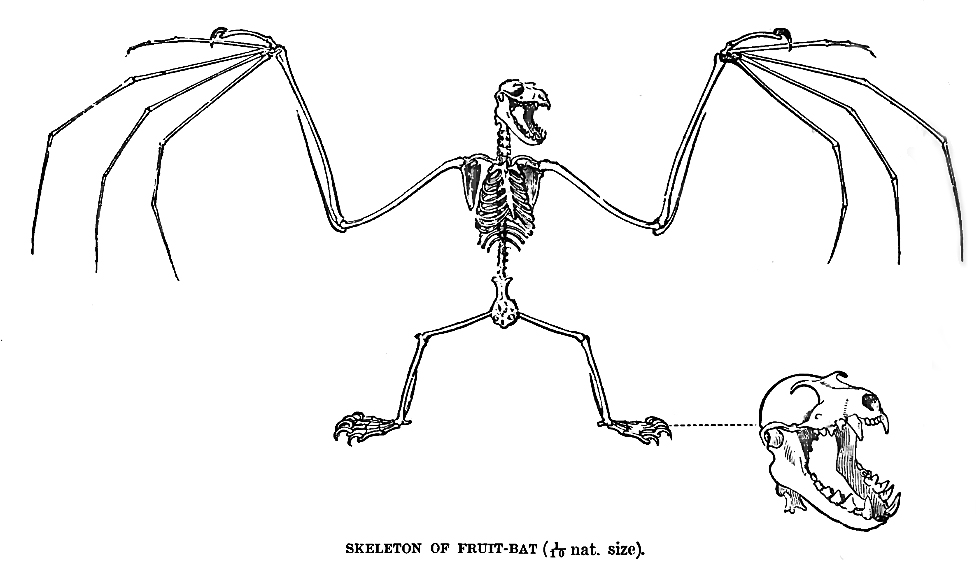
Squelette du Pteropus giganteus
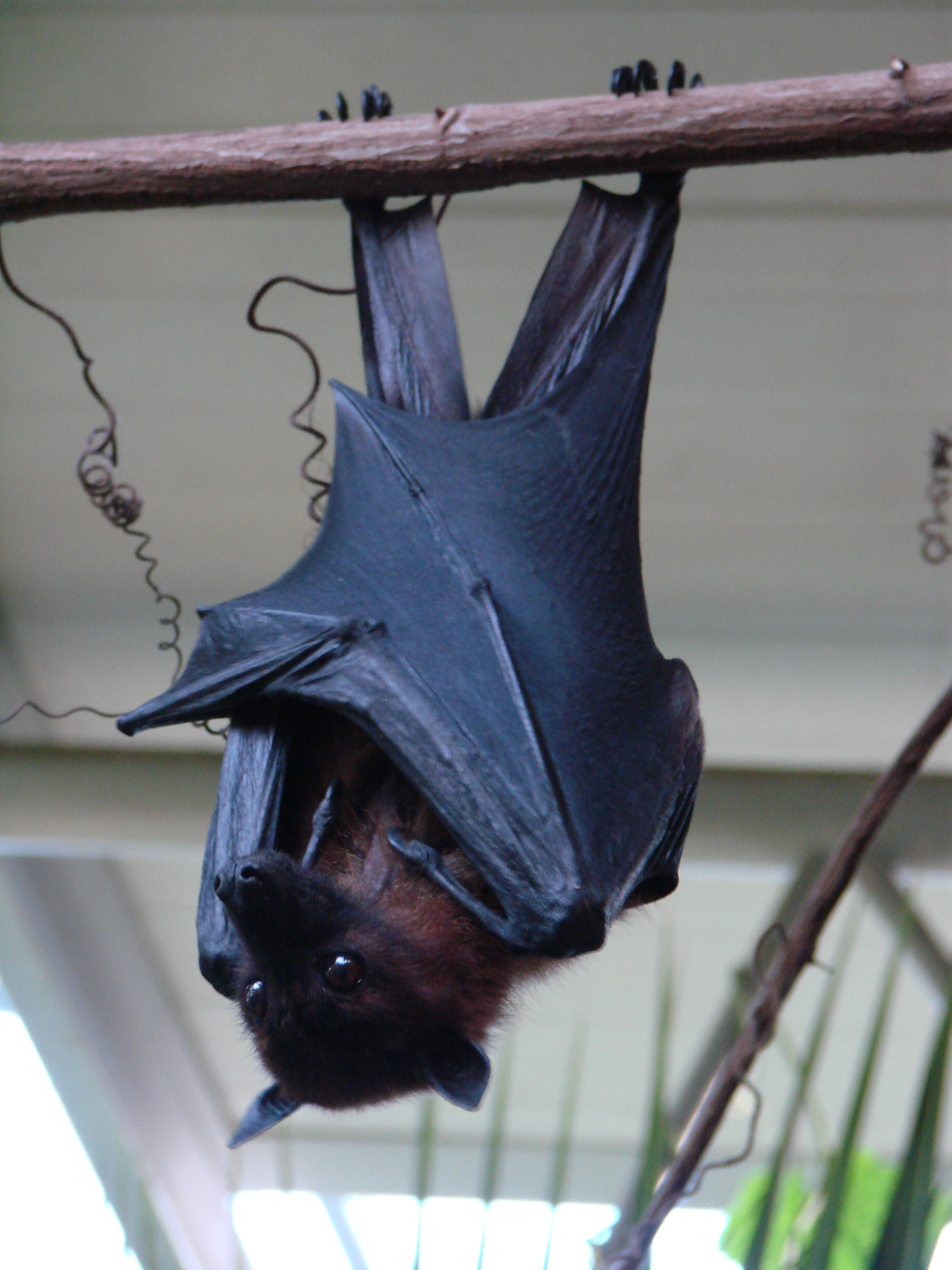
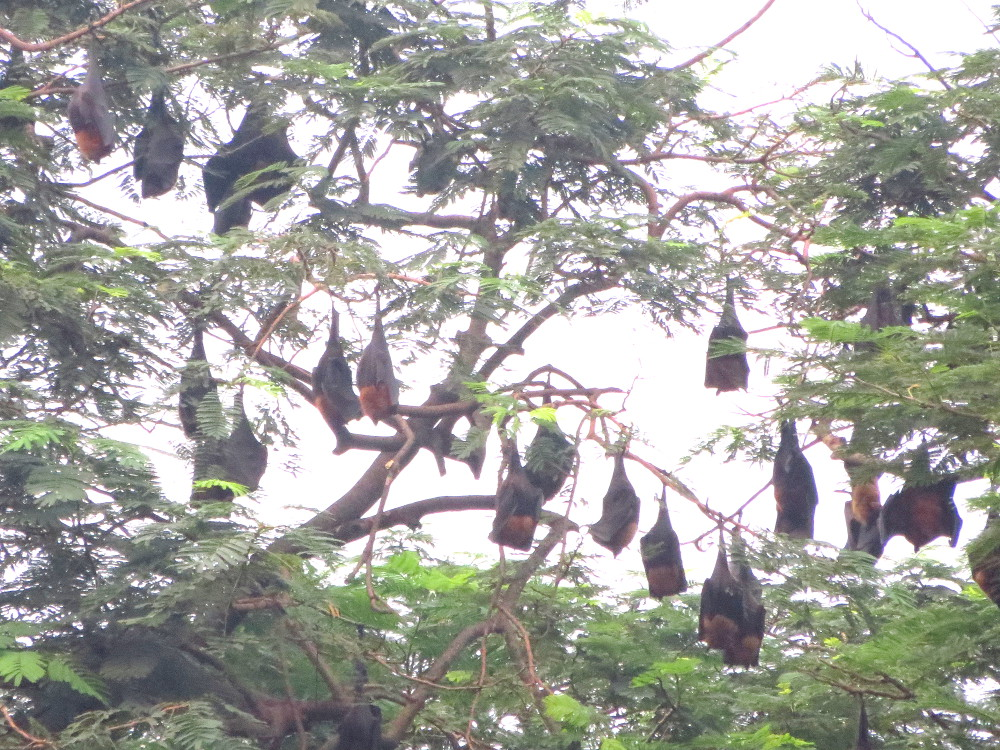
Colonie.

## Habitat et répartition
On trouve cette espèce dans toute l'Inde, ainsi que dans tous les pays bordant le nord de l'Océan indien : Bangladesh, Chine, Inde, Maldives, Népal, Pakistan et Sri Lanka.

## Liste des sous-espèces
Selon Catalogue of Life (20 mars 2015) :
- sous-espèce Pteropus giganteus ariel G. M. Allen, 1908
- sous-espèce Pteropus giganteus giganteus (Brünnich, 1782)
- sous-espèce Pteropus giganteus leucocephalus Hodgson, 1835